# Anita Madsen

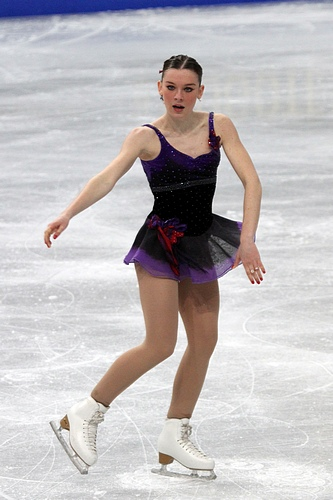
Anita Madsen (2012)

Anita Anderberg Madsen (Glostrup, 31 mei 1995) is een Deens voormalig kunstschaatsster.
Ze is tweevoudig Deens kampioene en nam deel aan diverse Europese en wereldkampioenschappen kunstschaatsen. Haar hoogste klassering was een zestiende plaats bij de EK 2013. In november 2014 besloot Madsen om haar sportieve carrière te beëindigen.

## Belangrijke resultaten
| Kampioenschap           | 08/09  | 09/10 | 10/11 | 11/12  | 12/13 | 13/14 |
| ----------------------- | ------ | ----- | ----- | ------ | ----- | ----- |
| Wereldkampioenschap     |        |       |       |        | 26e   | 30e   |
| Europees kampioenschap  |        |       |       |        | 16e   | 29e   |
| Nationaal kampioenschap |        |       |       |        | Goud  | Goud  |
| WK junioren             |        |       | 29e   | 26e    |       |       |
| NK junioren             | Zilver | Goud  | Goud  | Zilver |       |       |